# Fat Pat
Fat Pat, pseudonimo di Patrick Lamont Hawkins (Houston, 4 dicembre 1970 – Houston, 3 febbraio 1998), è stato un rapper statunitense, membro originale della Screwed Up Click di DJ Screw.
Di lui ricordiamo la collaborazione con Lil' Troy e la morte del fratello conosciuto come Big Hawk.

## Biografia
Fat Pat era sotto contratto con la Wreckshop Records. Il 3 febbraio 1998 Fat Pat si recò a casa di un impresario per ritirare un compenso ma non lo trovò in casa e venne ucciso da ignoti. Tutti i suoi album sono quindi postumi. Il suo album d'esordio, Ghetto Dreams, venne pubblicato il 17 marzo 1998. Vi compaiono diversi rapper che compiono un tributo a Fat Pat, tra cui Scarface, Willie D, Lil' Keke, DJ Screw, i Bothany Boys, South Park Mexican e altri. Quattro mesi dopo, la Wreckshop Records pubblicò il suo secondo album, Throwed in tha Game, contenente il singolo Holla at 'Cha Later. Otto anni dopo, il 1º maggio 2006, venne ucciso anche il fratello, Big Hawk.

## Curiosità
- Ha collaborato con il rapper Lil' Troy nel singolo Wanna Be a Baller.
- Fat Pat fa parte del Club 27, data la sua morte a ventisette anni.

## Discografia
- 1998 - Ghetto Dreams
- 1998 - Throwed in Da Game
- 2001 - Fat Pat's Greatest Hits
- 2004 - Since the Gray Tapes
- 2005 - Since the Gray Tapes Vol. 2
- 2007 - I Had a Ghetto Dream